# Somogyhárságy
Somogyhárságy – wieś i gmina w południowej części Węgier.
Administracyjnie Somogyhárságy należy do powiatu Szigetvár, wchodzącego w skład komitatu Baranya i jest jedną z 46 gmin tego powiatu.